# Canton de Décines-Charpieu
Le canton de Décines-Charpieu est une ancienne division administrative française, située dans le département du Rhône en région Rhône-Alpes.

## Composition
Le canton de Décines-Charpieu comprenait 3 communes :
- Chassieu
- Décines-Charpieu
- Genas

## Histoire
Le canton est créé par le décret n°82-66 du 20 janvier 1982 en détachant les communes qui le composent du canton de Meyzieu.
Il disparaît à l'issue des élections départementales de mars 2015, qui voient le redécoupage cantonal du département.

## Représentation
| Période | Période | Identité      | Étiquette    | Qualité |
| ------- | ------- | ------------- | ------------ | --- |
| 1982    | 2001    | Pierre Moutin | PS           | Cadre administratif aux hospices civils de Lyon Maire de Décines-Charpieu (1967-1991) Ancien conseiller général du canton de Meyzieu |
| 2001    | 2008    | Jacques Paoli | RPR puis UMP | Chef d'entreprise Maire de Chassieu (1989-2001)                                                                                      |
| 2008    | 2015    | Jérôme Sturla | PS           | Président du Parc de Miribel-Jonage Suppléant de la députée Martine David (2002-2007) Maire de Décines-Charpieu (2012-2014)          |

## Évolution démographique
| 1982   | 1990   | 1999   | 2006   | 2011   | 2012   |
| ------ | ------ | ------ | ------ | ------ | ------ |
| 29 237 | 42 388 | 44 382 | 45 497 | 47 850 | 48 067 |